# Coleman, Wisconsin
Coleman är en ort (village) i Marinette County i Wisconsin i USA. Orter har namngivits efter en markägare som hette Coleman. Vid 2010 års folkräkning hade Coleman 724 invånare.